# Kružberk
Kružberk (německy Kreuzberg) je obec v okrese Opava v Moravskoslezském kraji, na levém břehu vodní nádrže Kružberk. Součástí Kružberka jsou i Staré Lublice. Žije zde 239 obyvatel. Téměř celý katastr obce leží ve Slezsku, ale nepatrný kus ve střední části výše zmíněné vodní nádrže (území na zatopeném pravém břehu Moravice) bylo původně součástí dříve čistě moravského katastrálního území Budišov nad Budišovkou.

## Historie
První dochovaná zmínka pochází z roku 1377 (písemná historie Starých Lublic sahá až do 13. století). V listině je ves uváděna pod názvem Creuczenburg jako součást obce Krahují, ta však později zanikla. Jméno Creuczenburg se průběhem času modifikovalo na Kreuzberg, česky tedy Křížová Hora. Kružberk byl lénem Opavského knížectví a často měnil svého držitele. Po zrušení vrchnostenského systému patřila vesnice k okresu Opava a v letech 1949 až 1960 k okresu Vítkov. Do poloviny 20. století tvořili většinu obyvatel Sudetští Němci. Po druhé světové válce byli původní obyvatelé vysídleni a obec prošla kompletní výměnou obyvatelstva. Za socialistického Československa byla vždy přiřazena k některé z blízkých obcí. Samostatnou obcí je od roku 1990.

## Obecní správa
V letech 1960–1978 k obci patřily Staré Těchanovice.

## Zajímavosti
- Vodní nádrž Kružberk – dílo vzniklé v letech 1948 až 1955 leží na řece Moravici. Jeho účelem je zásobování pitnou vodou a snižování povodňového průtoku Moravice. Odehrává se zde děj seriálu Velké sedlo.[8]
- Kostel svatého Petra a Pavla – jednolodní stavba se čtvercovým půdorysem z první poloviny 14. století se nachází blízko řeky Moravice. Nachází se zde historické varhany z roku 1808 stavitele varhan Josefa Sebastiana Staudingera (1729–1809), unikátní tím, že obsahují nejvíce dochovaných původních dílů na území Slezska.[9] V roce 1844 nástroj opět naladil Franz Rieger, tehdy 32letý zakladatel krnovského, dodnes trvajícího varhanářství. Zanechal o tom doklad: Na jedné z desek varhan je tužkou psaný nápis: „Im Jahre 1844 hat Franz Rieger bürgelicher Orgelbauer in/s/ Jägerndorf dieses Positiv ausgestimmt.“ V roce 2014 byly po desetiletích trvající nepoužitelnosti opraveny restaurátorem Ivanem Bokem z Krnova.

- Kostel svatého Floriána – byl zbudován roce 1812 stavitelem Antonínem Englischem, na místě přibližně o 100 let staršího a velikostí již nedostatečného kostelíku. I tento starší kostel byl zasvěcen sv. Floriánu. Základní kámen byl položen 23. dubna 1811. Stavbu provázel neustálý nedostatek peněz, přesto však byla dokončena a 12. října 1812 byl na věži dostavěného kostele vztyčen kříž. Kostelu byly v roce 1877 pořízeny hodiny. Jejich stavitelem byl Franz Killian z Gross Herlitz (Velké Heraltice). Hlavnímu oltáři dominuje vyobrazení sv. Floriána z roku 1861. Jeho autorem je Josef Kristler z Moravského Berouna. Presbytář vyzdobil roku 1883 Pavel Assmann z Opavy. Původní vybavení kostela – kazatelna a lavice pocházely z kostela sv. Anny z Andělské hory v Melči. V roce 1873 byly z prostředků obce a náboženského fondu pořízeny varhany za 1595 zlatých z varhanářské dílny Rieger u Krnova. Varhany postavila firma Franz Rieger und Sohn pod opusovým číslem 2 – jedná se tedy již o průmyslový výrobek s kuželkovými vzdušnicemi. Jsou to nejstarší intaktní varhany od časů založení krnovské továrny a počátku číslování novostaveb jejich varhan. Varhany byly opraveny v říjnu až prosinci 2015. Byly provedeny konzervace proti dřevokaznému hmyzu, opraveny měchy a namontován ventilátor. Byla to v jejich historii patrně druhá oprava. Podíleli se na nich restaurátoři Petr Drastík, Martin Stoniš a Ivan Bok. Znovu jej naladil Martin Tvarůžka. Kostel má křížovou cestu se 14 obrazy z roku 1883, která byla pořízena za důstojného pana faráře Tomáše Dadáka. V kostelní lodi je socha sv. Anny s Ježíškem a Marií. Za tuto sochu zaplatila náboženská obec přes 3000 rýnských zlatých.
- zřícenina hradu Kružberk
- Kružberské cvičné skály – odkrytý skalní masiv pod přehradou, tvořený zejména břidličnatou drobou, nabízí horolezcům mnoho variant výstupů.[10] V Hlavním masivu se nachází jeskyně. Jeskyně má dvě části a je uměle vytvořená - vystřílená ve skále. Měla být základem rodinné hrobky podnikatele a milovníka tohoto kraje Carla Weisshuhna (27. února 1837, Rybnik – 4. ledna 1919 vila Carl nad osadou Seifenmühle)
- K osadě Seifenmühle a vile Carl měla vřelý osobní vztah opavská rodačka německé národnosti Joy Adamsonová – spisovatelka, která se proslavila svými knihami o Africe a její fauně (Příběh lvice Elsy). Prožila zde část svého dětství. Ve vile Carl bylo v době výstavby kružberského vodního díla správní středisko. Po dostavbě přehrady byla stavba odkoupena Janem Čermákem, který zde strávil zbytek života. Ing. dr. tech. Jan Čermák (6. 2. 1903 – 20. 1. 1988), byl významný moravský technik a mimo jiné i stavitel kružberské přehrady. Založil zde muzeum dokumentů o stavbě přehrady, o zdejších zaniklých obcích ale i o rodině Weisshuhnů. Spravoval ho až do své smrti. Vila Carl roku 1992 vyhořela, ale následně byla rekonstruována. Muzejní sbírky jsou však ztracené.[11]
- Památce Jana Čermáka je věnovaná naučná stezka vedoucí z Kružberka po obou stranách řeky Moravice přes korunu hráze. Kromě panelů s tematikou flory a fauny jsou zde i panely a zastavení věnované Janu Čermákovi a Carlu Weisshuhnovi.
- Rychta. Patří mezi památky, které se nedochovaly. Barokní rychta byla postavena ve stylu lidové venkovské architektury roku 1765 patrně rychtářem Johanem Fridrichem Latzkem. (Alte Lublitz, Staré Lublice). Do odsunu Němců zde byla restaurace, řeznictví a uzenářství. Posledními majiteli byla rodina Freiů. Po válce byla rychta používaná jako sýpka místním JZD a nakonec zcela devastována. V 70. letech 20. století byla rychta rozebrána. Pokud je někde uváděno že ještě existuje, jedná se o omyl.